# Dicynodon
Dicynodon es un género de cinodonto sinápsido herbívoro que existió durante el periodo Pérmico. Este animal carecía de dientes, excepto por los colmillos prominentes, que le dan su nombre. Probablemente recortaba la vegetación con el pico córneo, lo mismo que una tortuga, mientras que los colmillos podrían haber sido utilizados para desenterrar raíces y tubérculos.
El Dicynodon fue un miembro avanzado y de tamaño medio de los dicinodontos, con una longitud promedio de 1,2 m; sin embargo el tamaño difería entre las diferentes especies. Los restos fósiles se hallaron en sedimentos del periodo Pérmico en Sudáfrica, Tanzania, Rusia, y China. 

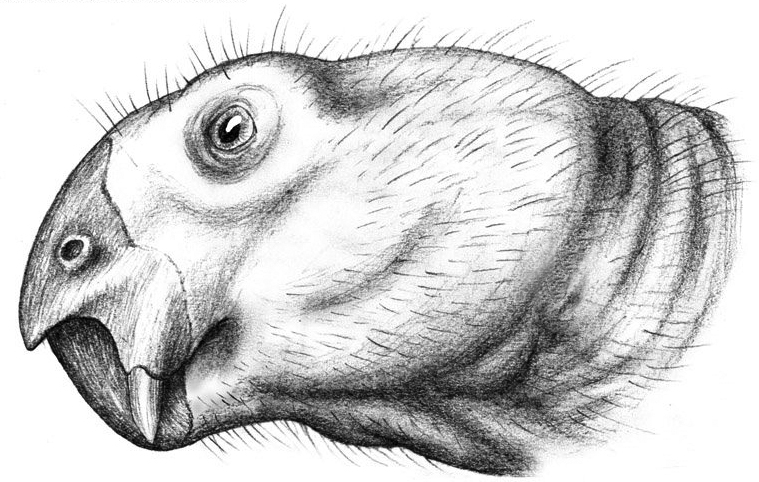
Cabeza de Dicynodon sp..

La especie tipo es Dicynodon lacerticeps. Un número grande de especies han sido ubicados en este género, algunos se han retirado por ser sinónimos de otras especies, otros se han movido a géneros diferentes.
Una especie grande llamada Dicynodon trautscholdi, se encontró en Sokolki sobre el río Dvina Septentrional cerca de Kotlas en el óblast de Arcángel, Rusia. Vivió a finales del Pérmico, y fue contemporáneo a Inostrancevia, Scutosaurus y Dvinia. Como los otros miembros de este género, carecía de dientes, pero poseía dos comillos prominentes. 
La especie contemporánea Dicynodon amalitzkii (Sushkin, 1926) está estechamente relacionada, sin embargo, de acuerdo a Lucas 2005, Dicynodon trautscholdi, Dicynodon amalitzkii, Elph borealis, y Vivaxosaurus permirus son una misma especie, lo cual convuirte a D. amalitzkii en el sinónimo más moderno de D. trautscholdi. Otros sinónimos sugeridos son Gordonia annae (Amalitskii, 1922), Oudenodon venyokovi (Amalitskii, 1922) y Dicynodon annae (Amalitskii, 1922).
Dicynodon puede ser el ancestro del género Kannemeyeria del Triásico, y por ende de la mayoría de los dicinodontos del triásico.